# 44 eroi di Unterlüss
Con i 44 eroi di Unterlüss si fa riferimento ad un avvenimento storico della seconda guerra mondiale avvenuto il 24 febbraio 1945 quando 44 ufficiali del Regio Esercito italiano, presi prigionieri dai tedeschi in seguito all'armistizio dell'8 settembre 1943, si ribellarono alle imposizioni tedesche sostituendosi a 21 loro compagni scelti per la fucilazione.

## Storia
L'episodio nacque dall'originario rifiuto di 214 ufficiali del Regio Esercito che, dopo l'8 settembre 1943, presi prigionieri dai tedeschi, si rifiutarono di sottoscrivere l'adesione alla Repubblica Sociale Italiana.
Classificati come Internati Militari Italiani (per non riconoscere loro le garanzie della Convenzione di Ginevra), furono impiegati coattivamente in lavori pesanti nei campi di concentramento tedeschi e polacchi.
Il 16 febbraio 1945, rinchiusi presso l'Oflag 83 di Wietzendorf, furono trasferiti nell'aeroporto di Dedelsdorf ormai in disuso che avrebbe dovuto essere un campo “civetta” su cui attirare i bombardamenti Alleati, destinati altrimenti verso altri bersagli.
Gli ufficiali italiani si rifiutarono di collaborare con i tedeschi e dopo sei giorni consecutivi di opposizione, il 24 febbraio 1945 un ufficiale della Gestapo con un reparto di SS scelse 21 prigionieri a caso dal gruppo dei dissidenti ordinandone la fucilazione immediata, ma 35 ufficiali italiani si offrirono volontariamente al posto dei compagni. Dei 21 inizialmente prescelti (di cui non sappiamo i nomi), 9 vollero unirsi al gruppo dei 35, portando il totale a 44. Dopo alcune ore di consiglio, i tedeschi, sorpresi e particolarmente colpiti dal gesto eroico dei militari italiani, decisero di fermare l'esecuzione e disporne l'immediato trasferimento nel campo di rieducazione al lavoro (Arbeitserziehungslager) di Unterlüss, tra i più duri di tutta la Germania, dove furono sottoposti fino all'aprile successivo a lavori forzati, torture, sfruttamenti e a un trattamento di stenti in cui soffrirono la fame.
Sei di loro morirono, tre di questi, tra i quali il tenente Alberto Pepe di Teramo e il tenente Giuliano Nicolini di Stresa, furono uccisi dalle botte dei sorveglianti. Il sottotenente Giorgio Tagliente di Taranto fu picchiato a morte e finito con un colpo alla nuca. Pepe, Nicolini e Tagliente, insieme a Balboni, Anelli e Rinaudo furono insigniti della Medaglia d'Argento al Valor Militare alla memoria. La liberazione dei 38 sopravvissuti avvenne il 9 aprile 1945. L'episodio è testimoniato sia da dichiarazioni rilasciate alla Croce Rossa Internazionale subito dopo la guerra da cittadini tedeschi presenti nel campo, tra cui il signor Otto Wahl di Unterlüss e dai resoconti dei sopravvissuti.
Con decreto della Presidenza del Consiglio dei ministri i 44 eroi di Unterlüss sono stati insigniti della Medaglia d'onore ai deportati e internati nei lager nazisti e di un encomio solenne.

## I 44 eroi di Unterlüss

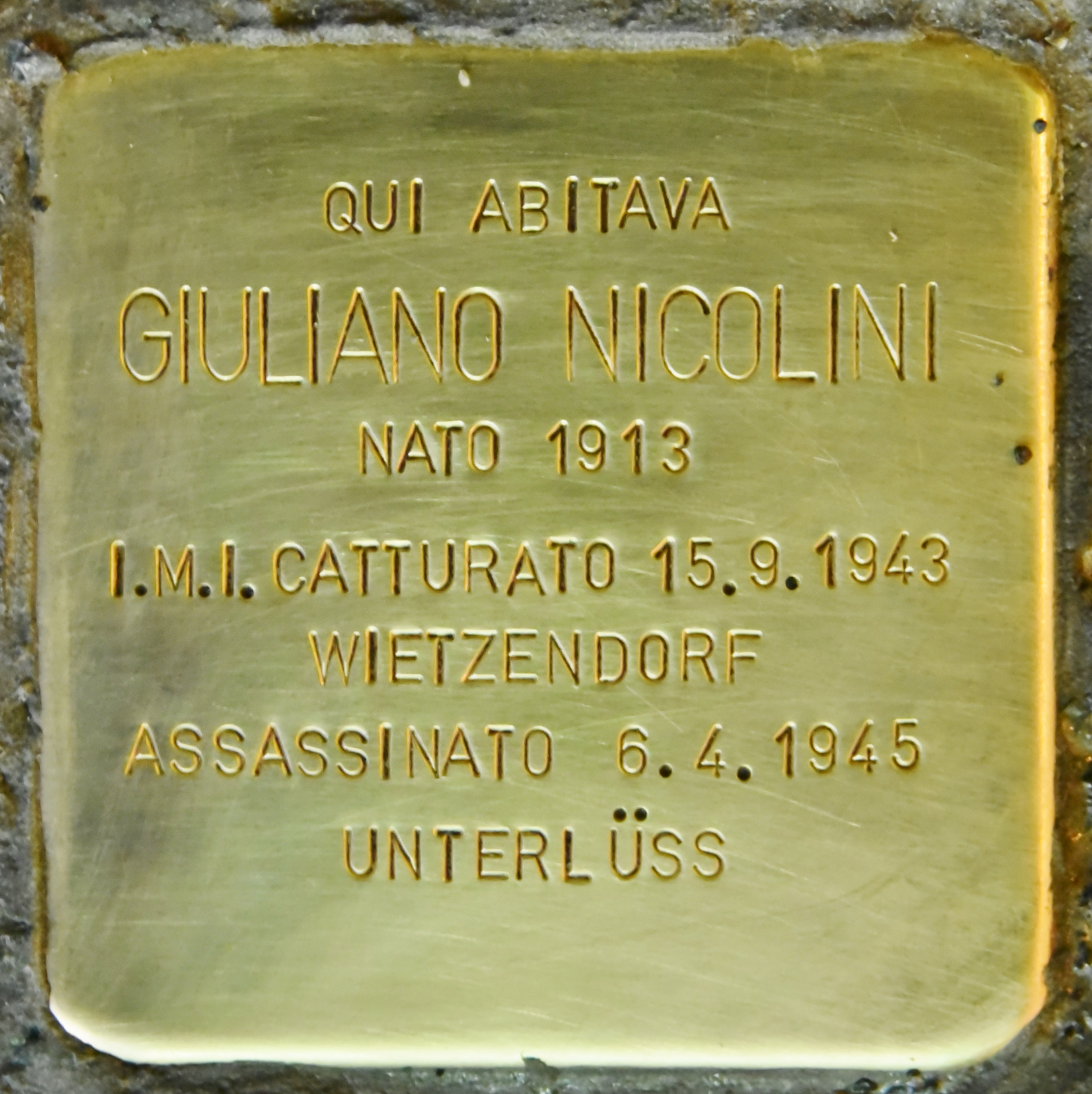
Pietra d'inciampo a Stresa

Ecco l'elenco dei 44 eroi di Unterlüss:
1. Cap. Fernardo Abbatecola - Caprarola (Viterbo)
2. Cap. Pietro Ferraro – Menfi (Agrigento)
3. Tenente Giovanni Sorge – Milano
4. Ten. Pasquale Campanella – Serro (Messina)
5. Ten. Antonio Palieri – Milano
6. Ten. Giorgio Corigliano – Cosenza
7. Ten. Antonio Rossi – Canosa di Puglia, 2 agosto 1912 - Canosa di Puglia, 1º agosto 2005 
Ultimo di tre figli, si laureò in giurisprudenza a Roma nel 1934; nel gennaio 1939 fu ammesso ai corsi per aspiranti ufficiali di complemento e si guadagnò il brevetto in aprile. Dall'11 giugno 1940, sottotenente, combatté con il 232º Battaglione di fanteria sulle Alpi occidentali, quindi da dicembre partecipò alla campagna italiana di Grecia. Il 9 settembre 1942 fu nominato tenente e continuò a servire nei Balcani; dopo l'annuncio dell'armistizio di Cassibile fu fatto prigioniero a Volo e in ottobre fu internato nel campo di concentramento Stalag 333 di Beniaminowo (Polonia), poi nell'aprile 1944 nello Stalag 10B di Sandbostel (Germania); trasferito quindi in dicembre all'Oflager 83 di Wietzendorf (Germania), arrivò in ultimo al campo di punizione di Unterluss (febbraio 1945). Il 24 febbraio fu tra i quarantaquattro ufficiali che volontariamente si offrirono per salvare la vita di altri commilitoni e, perciò, fu anch'egli inviato alla "rieducazione al lavoro" presso il duro campo KZ-AEL, sempre nei pressi di Unterlüss[12]. Sopravvissuto al lavoro forzato e all'inedia, rientrò a Canosa nel settembre 1945 e riavviò la sua impresa agricola, si sposò ed ebbe tre figli (dei quali Nicola Rossi è un noto economista). Il 12 settembre 1999 venne pubblicato il suo diario di prigionia, che ricevette il Premio dell'Archivio Diaristico Nazionale di Pieve Santo Stefano per diario di guerra inedito e che fu ampiamente citato nel documentario del 2002 (prodotto da Nanni Moretti) appartenente alla serie "I diari della Sacher". Lo stesso Moretti finanziò anche il cortometraggio L'implacabile Tenente Rossi (2002).
8. Ten. Mario De Benedittis[13] – Lucera (Foggia)
9. Ten. Stefano De Matteis – Morozzo (Cuneo)
10. Ten. Gino Di Domenica – Gambatesa (Campobasso)
11. Ten. Gaetano Garretti di Ferrere – Torino
12. Ten. Settimo Leanza – Adrano (Catania)
13. Ten. Evandro Luzi – Pesaro
Nato e vissuto nella zona di Fossombrone (PU), Evandro Luzi (1916-2002) nella sua lunga vita ha svolto diverse attività: titolare di una piccola impresa di mattonelle e quindi di un frantoio, è stato anche insegnante di Applicazioni tecniche nelle scuole secondarie di primo grado. Il libro "Sui passi del temerario: ricordi di guerra e prigionia"[14] tratta i ricordi di guerra e di prigionia di Evandro Luzi, pubblicato a cura dei figli Maria Grazia, Umberto, Marco, Maria Giovanna e Francesca. In questo diario Evandro Luzi narra le sue memorie lungo i cinque anni del secondo conflitto mondiale. Marconista nella guerra d'Albania, poi addetto al ripristino dei collegamenti radio sul fronte jugoslavo, si trovò a cavallo delle linee nemiche rischiando più volte la vita. Dopo l'8 settembre 1943, come molti militari italiani, fu deportato in un campo di prigionia in Germania, dove non cedette ai piccoli compromessi che avrebbero potuto facilitargli la vita, ma che avrebbero comportato la collaborazione con i nazisti. Marce insostenibili, mancanza di cibo, condizioni al limite della sopravvivenza fecero da sfondo a una storia di "ordinaria resistenza". Con la sconfitta della Germania, dopo quasi due anni di prigionia, Evandro tornò libero, ma dovette ancora affrontare due sfide impegnative: il ritorno a casa attraverso un'Europa distrutta e il difficile reinserimento nella vita civile.

MONUMENTI:
>> Stele posizionata nel parco comunale di Fossombrone (Pesaro e Urbino).[15] Il monumento è stato inaugurato domenica 13 novembre 2016, nel centenario della nascita del cittadino forsempronese Evandro Luzi, uno dei 44 eroi di Unterluss (si allega l'articolo del Menestrello del 18 novembre 2016 per l'inaugurazione della stele LUZI). La stele è stata progettata dal dott. Marco Luzi, figlio di Evandro. Dopo l’armistizio dell’8 settembre, circa 90.000 militari italiani morirono combattendo con gli Alleati o nei lager nazisti costretti al lavoro coatto in condizioni disumane. Nel campo di aviazione di Dedelstorf 44 ufficiali, durante un’adunata in cui sarebbero stati scelti da un colonnello della Gestapo 21 uomini per una decimazione dimostrativa, uscirono dalla schiera dei prigionieri di spontanea volontà per sostituirsi ai 21 compagni. Questi 44 uomini che ebbero il coraggio di sfidare la Gestapo saranno puniti con la detenzione presso il campo di Unterluss dove rimasero tra sofferenze indicibili dal febbraio del 1945 fino alla liberazione del campo avvenuta tra l’11 e il 12 aprile 1945 per opera degli inglesi.

Iscrizioni:
AL CONCITTADINO EVANDRO LUZI INTERNATO MILITARE ITALIANO (I.M.I.) UNO DEI 44 UFFICIALI CHE IL 24 FEBBRAIO 1945 CON ALTO GESTO EROICO OFFRIRONO LA VITA SOSTITUENDOSI A 21 COMPAGNI SCELTI PER LA DECIMAZIONE DELLA GESTAPO SUBENDO IL TERRIBILE LAGER DI UNTERLUSS ENCOMIO SOLENNE DEL MINISTERO DELLA DIFESA 1949 IL COMUNE POSE IL 13 NOVEMBRE 2016
NEL CENTENARIO DELLA NASCITA

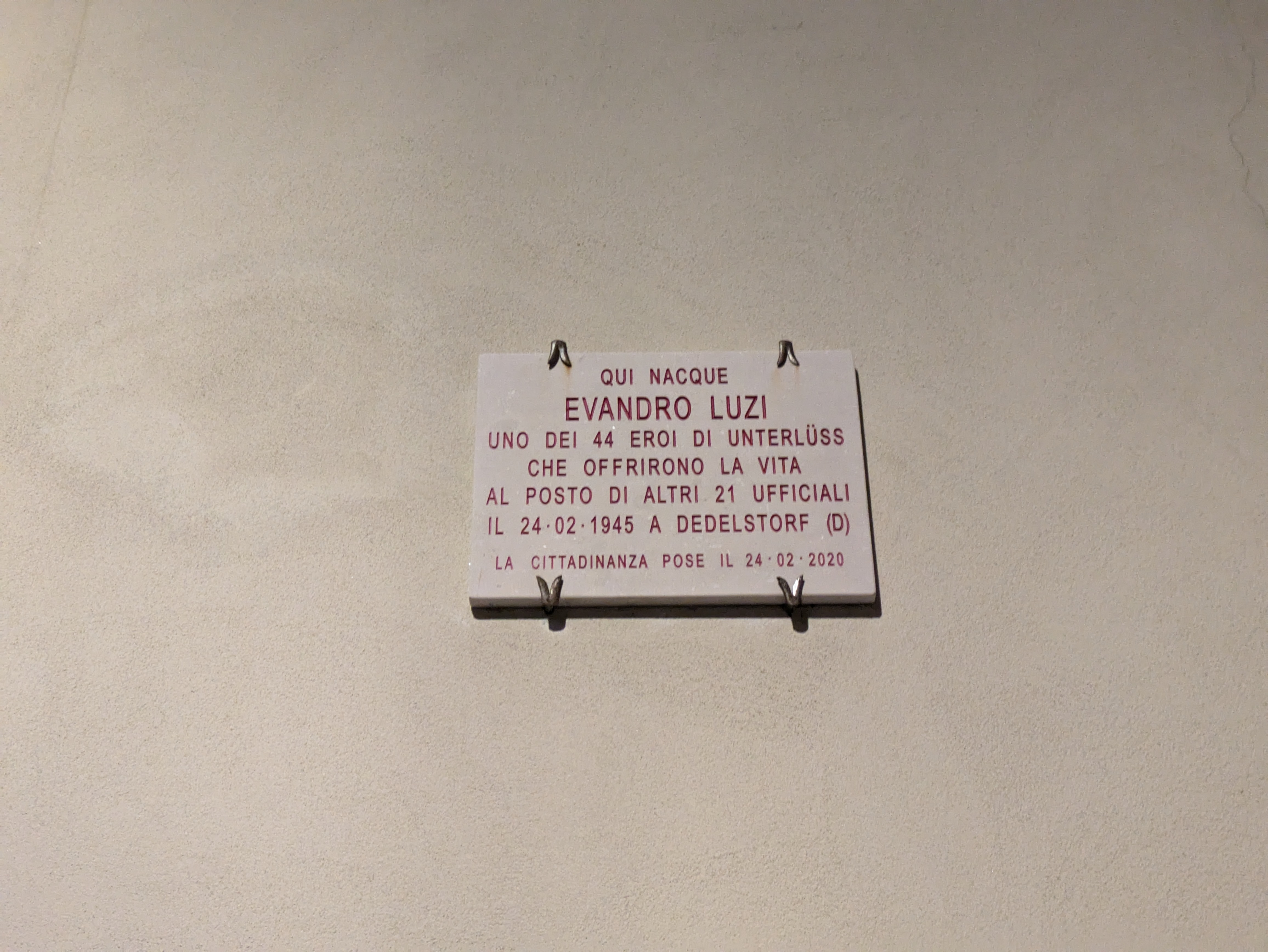
Epigrafe sulla casa natale di Evandro Luzi, Sant'Ippolito (PU)

Epigrafe sulla casa natale di Evandro Luzi, Sant'Ippolito (PU) >> Pietra della Memoria affissa sulla casa natale di Evandro Luzi presso Sant'Ippolito (Pesaro Urbino).[16]

Iscrizioni:
QUI NACQUE EVANDRO LUZI UNO DEI 44 EROI DI UNTERLÜSS CHE OFFRIRONO LA VITA AL POSTO DI ALTRI 21 UFFICIALI IL 24.02.1945 A DEDELSTORF (D) LA CITTADINANZA POSE IL 24.02.2020
14. Ten. Giuliano Nicolini[17] – Stresa

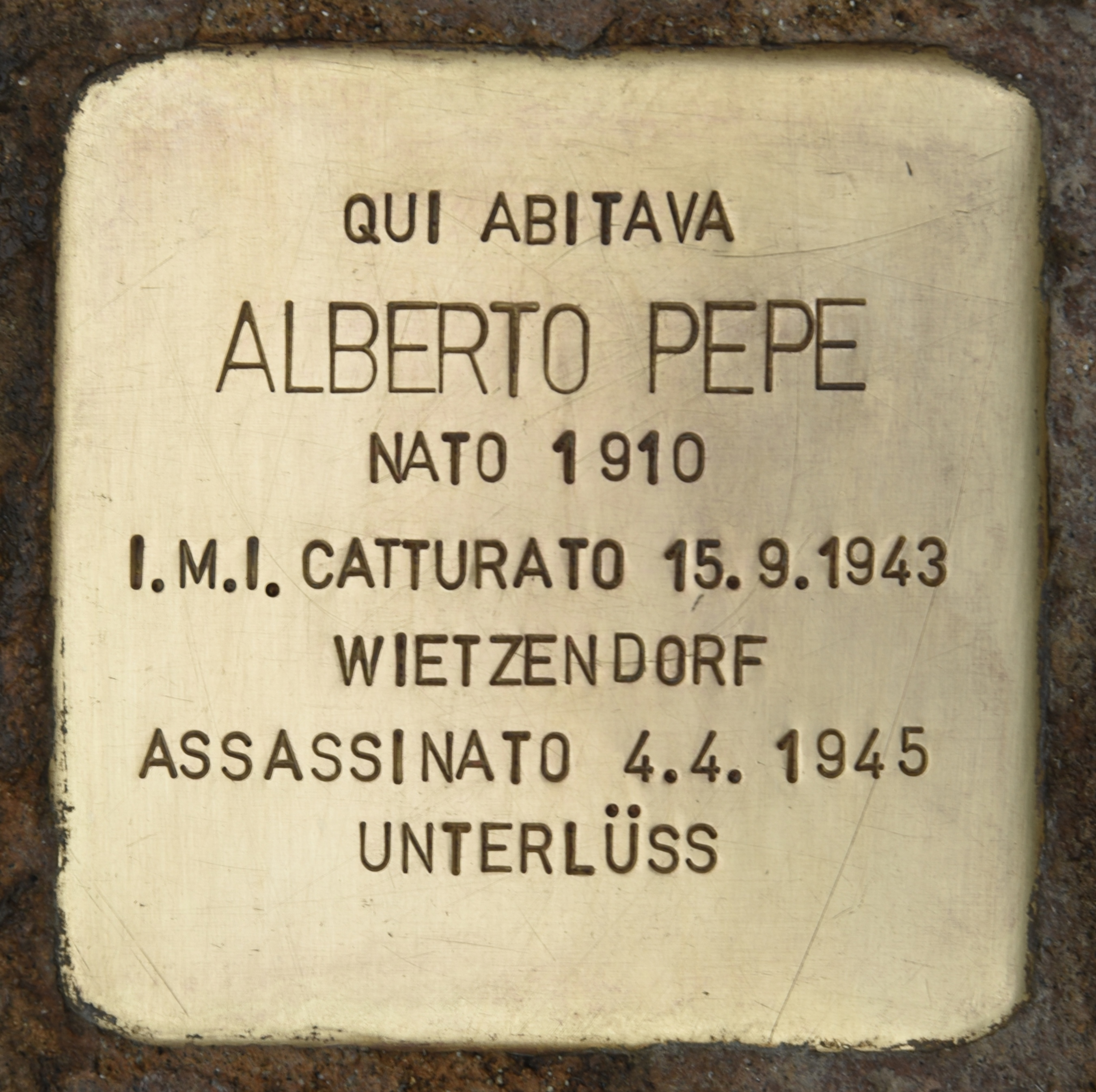
Pietra d'inciampo a Teramo

Pietra d'inciampo a StresaPietra d'inciampo a TeramoNato e cresciuto a Stresa (all'epoca provincia di Novara) il 25 marzo 1913, figlio di Giuseppe e Ida Angiola Mighetto originaria di Refrancore. Diplomato Perito Agrario - Enotecnico alla Regia Scuola di Viticoltura ed Enologia di Alba, collaborava nell'azienda di famiglia "Enotria" che commerciava e importava vini. Tenente di fanteria di complemento, dislocato nei Balcani con il 114 Btg. Mitraglieri della Guardia alla Frontiera, nel 1942 combatté in Albania e Montenegro. All'armistizio rifiutò di cedere le armi ai tedeschi e quindi fu deportato in Germania. Fu internato a Deblin - Irena (fortezza di Ivangored), Wsuwe, Oberlangen, Sandbostel, Wietzendorf, Unterlüss. Provato nel fisico e denutrito a causa della mancanza di cibo e delle continue percosse ricevute, fu picchiato con bastonate a morte da Ivan, un sorvegliante ucraino, e morì il 6 aprile 1945. Fu promosso capitano e gli fu conferita la Medaglia d'Argento al Valor Militare[18] alla memoria il 1º luglio 1953[20]. Il 25 aprile 1972 il Comune di Milano lo ha onorato come Martire per la libertà.[18] Nel 1974 Il Consiglio Regionale del Piemonte lo ha riconosciuto "Deportato politico nei campi nazisti - Combattente per la libertà".[18] È sepolto a Stresa. Il 17 gennaio 2016 in sua memoria è stata posata una pietra d'inciampo a Stresa dall'artista Gunter Demnig, con la stessa scritta di quella del compagno di prigionia Alberto Pepe. Nel corso del 2022 Giuliano Nicolini è stato ricordato in un memoriale eretto nella località di Unterlüss (ora comune di Sudheie) ad opera di alcuni studiosi locali con il contributo economico della Rheinmetall. Nello stesso anno è stata posata una Stolperstelle in memoria di tutte le vittime del nazismo decedute a Unterlüss.
15. Ten. Alberto Pepe[21] – Nato a Teramo il 6 settembre 1910 proviene da una famiglia di militari. Si diploma all'Istituto Tecnico V. Comi di Teramo e diviene dipendente dell'Associazione Provinciale degli Agricoltori e nel contempo è portiere della locale squadra di calcio. Sportivo molto dotato, è tra i pionieri dell'alpinismo e dello sci sul Gran Sasso. L'8 settembre del 1943 si trovava in congedo a Teramo per la nascita della figlia Luisa, scelse di tornare in Croazia a Dubrovnik dove erano rimasti i soldati di cui era responsabile come tenente del 6 reparto specialisti di Artiglieria. Il 15 settembre la cattura e la deportazione in Germania nei campi di Deblin, Lathen, Wesurve, Wietzendorf e ultimo quello di sterminio di Unterlüss dove fu ucciso dagli aguzzini del campo il 4 aprile 1945. Il 1 luglio 1953 gli è stata conferita la Medaglia d'Argento al valor Militare. Il 12 gennaio 2016 in sua memoria è stata posata una pietra d'inciampo a Teramo dall'artista Gunter Demnig, con la stessa scritta di quella del compagno di prigionia Giuliano Nicolini.
16. Ten. Alberto Calabrese – Roma
17. Ten. Tullio Cosentino – Torino
18. Sottotenente Anacleto Tosti – Salcito (Campobasso)
19. s.ten Cornelio Zanetti – Brescia
20. s.ten. Michele Rinaudo – Trapani il 20.5.1918 deceduto nell'ospedale di Celle per malattia il 7.5.1945
21. s.ten. Stefano Santoro – Fratte (Salerno)
22. s.ten. Olindo Sartori – Venezia
23. s.ten. Fausto Soncini – Parma
24. s.ten. Giorgio Tagliente – Taranto 16.6.1918 - ucciso a Unterlüss con un colpo di pistola il 19.4.1945
25. s.ten. Domenico Martella – Pescara
26. s.ten. Michele Montagano[22][23]– Casacalenda (Campobasso)
Nasce a Casacalenda il 27 ottobre 1921, figlio di Angelo Montagano (maestro elementare) e Maria Scocchera. A Casacalenda frequenta le scuole elementari e medie per poi diplomarsi al Liceo Classico presso il convitto nazionale “Mario Pagano” a Campobasso.

L’8 settembre 1943, al momento dell'armistizio, Montagano presta servizio militare nel XXII settore GAF di Idria. Catturato dai tedeschi il 10 settembre 1943, viene internato per 17 mesi nei campi nazisti di Thorn, Cestochowa, Tarnopol, Sieldce, Sandbostel e Wietzendorf. Durante la detenzione nel campo di Wietzendorf è protagonista del gesto eroico dei 44 eroi di Unterlüss.

Dopo la guerra, si trasferisce a Milano, dove il 15 marzo 1951 si laurea in Giurisprudenza presso l’Università Statale, a seguito della quale inizia a prestare lavoro come bancario (diventando funzionario) fino alla pensione.
È stato volontario Universitario, Ufficiale della G.A.F., ex combattente e invalido di guerra.
È Presidente Nazionale Vicario dell'A.N.R.P.
È Presidente Regionale del Molise e componente della Direzione Nazionale dell’A.N.M.I.G.
È insignito dell’onorificenza di Grande Ufficiale dell’Ordine al Merito della Repubblica Italiana.

Con Decreti del Presidente del Consiglio dei Ministri viene nominato:

  - componente della Commissione per la concessione delle Medaglie d’onore ai prigionieri e deportati in Germania
  - componente della Commissione per le provvidenze agli ex deportati nei campi di sterminio nazisti.

9 settembre 1949 – Riceve un encomio solenne dal Ministero della Difesa della Repubblica Italiana, firmato dal Ministro Pacciardi.
13 settembre 1999 – Medaglia d’oro al valore militare conferita all’internato ignoto dal Presidente della Repubblica Italiana Oscar Luigi Scalfaro.
1° novembre 2009 – Diventa socio ad honorem dell’A.N.S.I.
17 settembre 2014 – Riceve dal Presidente del CRI Molise dott. Giuseppe Alabastro una Medaglia d’Oro della Croce Rossa Italiana nella sala della Costituzione di Campobasso.
28 novembre 2016 – È ospite d’onore all’inaugurazione del Memoriale per gli Internati Militari Italiani a Berlino-Niederschöneweide[24] insieme ai due Ministri degli Affari Esteri d’Italia e Germania.
25 settembre 2017 – Riceve dalle mani del Presidente della Repubblica Italiana Sergio Mattarella le insegne di Cavaliere di Gran Croce.
4 luglio 2019 – Incontra a Roma Liliana Segre.
6 luglio 2019 – Riceve la Cittadinanza Onoraria di Casacalenda (Sindaco dott. Michele Giambarba).
8 agosto 2019 – Nella cornice dell’annuale manifestazione Molise Cinema[25] a Casacalenda, porta la propria testimonianza a seguito della proiezione di Vite di IMI di Lucia Baldini.
17 dicembre 2019 – Nella residenza romana dell’Ambasciata tedesca, a Villa Almone, riceve l’Ordine al Merito della Repubblica Federale di Germania nel grado di Ufficiale, conferito dal Presidente della Repubblica Federale Frank-Walter Steinmeier. Trattasi di un riconoscimento consegnato dall’Ambasciatore Elbling “per il fondamentale contributo che ha dato alla comune cultura della memoria che è di grandissima importanza per le relazioni tra Italia e la Germania”.
22 ottobre 2020 – Nella sala consiliare il Sindaco di Campobasso, Roberto Gravina, consegna a Michele Montagano una pergamena ufficiale che attesta il riconoscimento di cittadino benemerito di Campobasso.

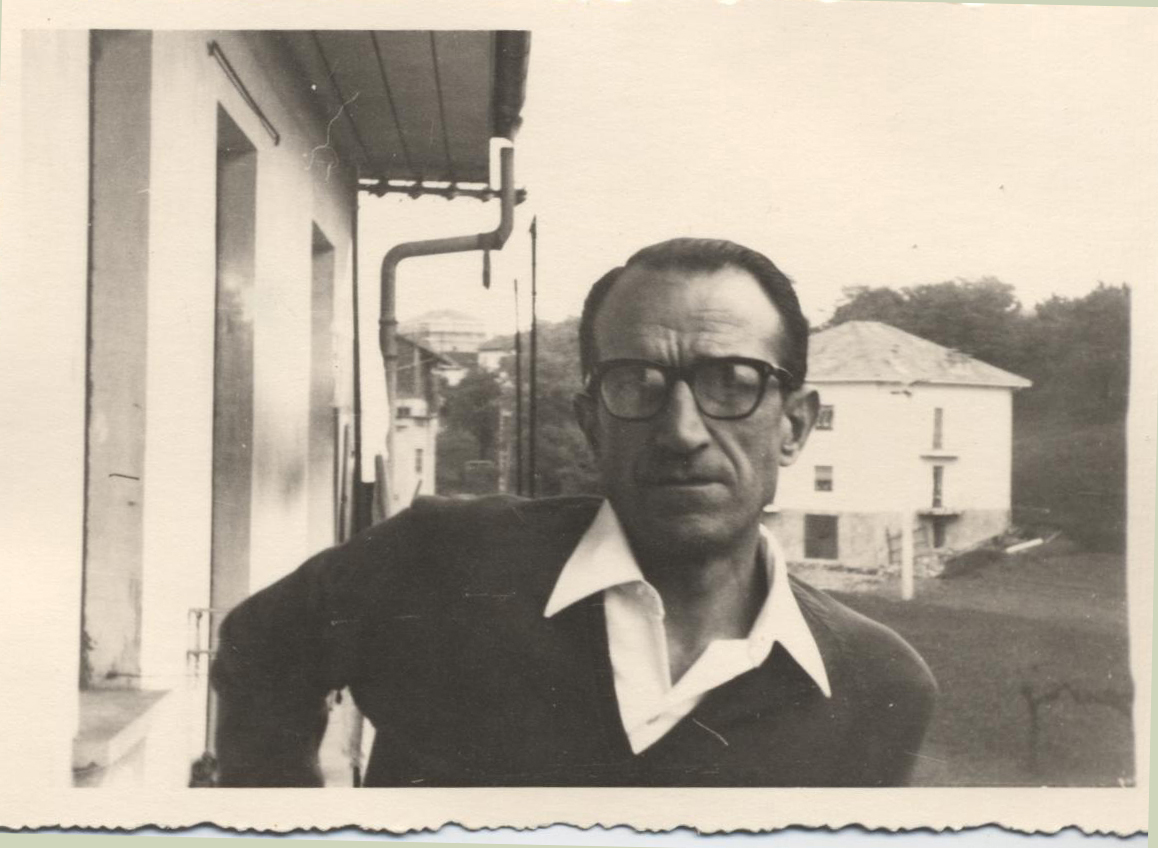
Carlo Grieco

27. s.ten. Anselmo Rizzo[26] – Paternò (Catania) (Paternò 1918 - Roma 18 luglio 1968). Ultimo di 4 figli, a 23 anni, dopo la Laurea in Lettere, conseguita il 19 giugno 1940 presso l'Università degli Studi di Catania, era stato chiamato alle armi. Dal 6 luglio 1941 al luglio 1942 in Italia per il corso ufficiali (luglio 1941-febbraio 1942 al 3º Reggimento Art. C. d'A. di Cremona; marzo-luglio 1942 alla Scuola A. U. C. Art. A. Moncalieri). Inviato nell'ottobre 1942 in Grecia, quale ufficiale di Art. di C. d'A. vi rimane fino alla cattura da parte dei tedeschi, a Corfù, il 25 settembre 1943. Internato Militare Italiano in Germania dall'ottobre 1943 all'aprile 1945: ottobre 1943-marzo 1944 allo Stalag 307 di Deblin-Irena con numero di matricola 24722; marzo-settembre 1944 all'Oflag VI di Oberlangen (nell'agosto 1944 fu inviato al lavoro obbligatorio e rimandato al campo di provenienza, l'Oflag VI, per rifiuto del lavoro); dalla seconda metà di settembre a metà dicembre 1944 a Sandbostel Stalag XB; dalla seconda metà di dicembre 1944 al 15 febbraio 1945 al campo di Wietzendorf, Oflag 83. Il 16 febbraio 1945 di nuovo obbligatoriamente al lavoro forzato che lui rifiuta. Il 24 febbraio 1945 sarà uno dei 44 IMI che sfidarono i nazisti e pertanto inviati al campo di concentramento di Unterlüss dove rimane fino al 9 aprile 1945. Da qui viene inviato a Celle dove verrà liberato dagli Alleati giorno 11 aprile 1945. Rimarrà in Germania fino all'8 settembre 1945. Dopo la guerra, insegnò a Recanati, poi dal 1949 fu professore di lettere presso la Scuola Media "Virgilio" di Paternò. Ebbe la Croce al merito di guerra nel 1951. Visse assieme alla sorella Letizia, anch'essa non sposata, presso la casa natale a Paternò. Morì a Roma, il 18 luglio 1968, a cinquant'anni non ancora compiuti, in un letto dell'Ospedale Regina Elena.
28. s.ten. Giorgio Fanti – Roma
29. s.ten. Mario Forcella – Foggia[27]
30. s.ten. Ferruccio Gallinari – Padova
31. s.ten. Carlo Grieco (Trani, 8 agosto 1921 - Avigliana, 21 giugno 1980).[28] Carlo Grieco Dopo gli studi presso l'Università degli Studi di Bari (Facoltà di Lettere) è chiamato militare presso la Compagnia Telegrafisti di Casale Monferrato dove diventa sottotenente. Durante la Guerra è dislocato in Jugoslavia, tra Mostar in Bosnia e la Dalmazia, dove viene catturato nei giorni immediatamente successivi all'8 settembre 1943, divenendo un Internato Militare Italiano. Fino al 12 gennaio 1944 sarà internato presso alcuni Stalag in Polonia (Szczecinski, Deblin-Irena, Biala Podlaska Siedlee/Siedlce); dal marzo 1944 al gennaio 1945 è allo Stalag di Sandbostel; dal 9 gennaio 1945 è all'Oflag 83 di Wietzendorf. Il 24 febbraio 1945 sarà uno dei 44 Eroi di Unterlüss. Dopo la liberazione, il 9 aprile 1945, e la fuga nei giorni successivi, sarà colpito da forte meningite e ricoverato presso l'ospedale di Celle. Tornerà nuovamente al Oflag 83 di Witzendorf in attesa del rimpatrio, che avverrà nella natìa Trani nell'agosto dello stesso anno. Dopo la guerra si trasferirà ad Avigliana (TO), dove si sposa e dove vivrà, circondato da una numerosa famiglia, svolgendo il lavoro di impiegato presso il locale Ufficio delle Entrate. Muore ad Avigliana nel 1980 per un ictus cerebrale, causato dai danni fisici ricevuti durante la prigionia. Durante gli anni aviglianesi avrà modo di conoscere lo scrittore e intellettuale Primo Levi, al quale racconterà molti episodi relativi alle condizioni sugli internati militari italiani nei lager nazisti. È seppellito ad Avigliana.
32. s.ten. Marco Giacovella – Bari
33. s.ten. Fiorentino D'Amico – Sezze (Latina)
34. s.ten. Vito De Vita[29] – Messina (Messina, 1920 - Lipari, 2007)[30]
35. s.ten. Natale Ferrara[31][32] – Messina
36. s.ten. Marcello Arcuri – Napoli
37. s.ten. Giuseppe Basile – Palermo
38. s.ten. Giorgio Balboni – Carrara 18.10.1917 - morto per congestione 15.4.1945 Medaglia d'argento al valor Militare - sepolto ad Amburgo nel Cimitero Militare Italiano d'Onore - Posizione Tombale: Riquadro 1 - Fila K - Tomba 22
39. s.ten. Vittorio Bellini – Monza (MB)
40. s.ten. Giorgio Benedetti – Roma
41. s.ten. Bruno Calabresi - Genova
42. s.ten. Ettore Ceriani – Uboldo (Varese)
43. s.ten. Vittorio Boccabella – Teramo[33] - Quando l’Italia entra in guerra è uno studente alla facoltà di Lingue Straniere dell’Istituto Orientale di Napoli, interrompe gli studi per rispondere alla chiamata alle armi e viene arruolato di leva nel 01.01.1941. Successivamente consegue il grado di sottotenente alla Scuola Ufficiali di L'Aquila e viene inviato in Grecia ed assegnato all’11º Reggimento di Fanteria Casale. Per circa 3 anni il suo reparto opera sul fronte greco-albanese e dopo l’armistizio tra il Governo italiano e le truppe alleate, viene catturato a Missolungi (Grecia) il 9 Settembre 1943. Dopo 2 anni esatti di dura prigionia in Germania e varie peripezie torna a casa. La sua storia da sopravvissuto, prosegue con il suo reinserimento nella società civile. Al suo rientro a Notaresco, nel 1946 si sposa e con un paese da ricostruire, sente il dovere di impegnarsi politicamente per una nuova nazione democratica. Partecipa alla fondazione provinciale della DC, assumerà incarichi politici ed amministrativi. Ma l’esperienza politica non lo soddisfa e si defila gradualmente prendendo le distanze dal suo partito. Nel 1949 riceve un "Encomio Solenne" dal Ministero della Difesa per il suo comportamento da militare. Dopo il congedo, da civile aveva ripreso la sua attività imprenditoriale intrapresa con i suoi fratelli Giovanni e Pietro, curando gli interessi della loro Casa Editrice Trebi. Nel 1952, riceve l’onorificenza di Cavaliere della Repubblica Italiana. Nel 1970 insieme al fratello Pietro, acquista lo storico stabilimento tipografico pescarese dell’Arte della Stampa, che contava ben 35 dipendenti, salvandolo dalla liquidazione. Non racconta nulla della prigionia. Muore improvvisamente nel 1979, per un ictus. Nel 1980 postumo, gli viene conferito il Distintivo d’onore dei Volontari della Libertà. Il 27 gennaio 2016 dalla Presidenza del Consiglio dei Ministri della repubblica Italiana gli è stata assegnata la Medaglia d’Onore alla memoria. Nel 2017, nel centenario della sua nascita, l'Amministrazione comunale di Notaresco, suo paese natale lo ha ricordato scoprendo una targa commemorativa.
44. s.ten. Giovanni Anelli – Torino 15.2.1914 - morto di polmonite il 6.5.1945 e sepolto nel cimitero di Lahde